# The Sweet Hereafter
The Sweet Hereafter (bra: O Doce Amanhã; prt: O Futuro Radioso) é um filme canadense de 1997, do gênero drama, escrito e dirigido por Atom Egoyan baseado no romance The Sweet Hereafter, de Russell Banks, e no conto de fadas O Flautista de Hamelin, recolhido pelos irmãos Grimm.
O filme o maior sucesso do diretor iraniano até aquela data.

## Sinopse
Um acidente com ônibus escolar mata a maioria das crianças de pequena cidade da Colúmbia Britânica e provoca uma crise entre os cidadãos. Mitchell Stephens, advogado da capital, chega para processar a empresa responsável. Ele é motivado, entre outras coisas, pelo remorso que sente por sua relação tumultuada com a filha, viciada em drogas e portadora do HIV.

## Prêmios e indicações
| Prêmio                  | Categoria                    | Recipientes                                                             | Resultado |
| ----------------------- | ---------------------------- | ----------------------------------------------------------------------- | --------- |
| Oscar 1998              | Melhor direção               | Atom Egoyan                                                             | Indicado  |
| Oscar 1998              | Melhor roteiro adaptado      | Atom Egoyan                                                             | Indicado  |
| Festival de Cannes 1997 | Prêmio do Júri               | Atom Egoyan, Camelia Frieberg, Sandra Cunningham, David J. Webb (prod.) | Venceu    |
| Festival de Cannes 1997 | Palma de Ouro (melhor filme) | Atom Egoyan, Camelia Frieberg, Sandra Cunningham, David J. Webb (prod.) | Indicado  |

Em 2004, ficou em quarto lugar entre os dez melhores filmes canadenses de todos os tempos, conforme lista periódica divulgada uma vez em cada década pelo Festival Internacional de Cinema de Toronto.

## Elenco
| Ator/Atriz            | Personagem       |
| --------------------- | ---------------- |
| Ian Holm              | Mitchell Stevens |
| Caerthan Banks        | Zoe Stevens      |
| Sarah Polley          | Nicole Burnell   |
| Tom McManus           | Sam Burnell      |
| Gabrielle Rose        | Dolores Driscoll |
| Alberta Watson        | Risa             |
| Maury Chaykin         | Wendell          |
| Stephanie Morgenstern | Allison          |
| Kirsten Kieferle      | Aeromoça         |
| Bruce Greenwood       | Billy            |